# Naytahwaush
Naytahwaush ist eine Siedlung auf gemeindefreiem Gebiet im Mahnomen County im US-amerikanischen Bundesstaat Minnesota. Zu statistischen Zwecken ist der Ort zu einem Census-designated place (CDP) zusammengefasst worden. Das U.S. Census Bureau hat bei der Volkszählung 2020 eine Einwohnerzahl von 504 ermittelt.
Naytahwaush liegt, wie auch das gesamte Mahnomen County, innerhalb der White Earth Indian Reservation der Anishinabe.

## Geografie
Naytahwaush liegt im mittleren Nordwesten Minnesotas auf 47°15′52″ nördlicher Breite und 95°37′49″ westlicher Länge. Der Ort erstreckt sich über 8,5 km², die sich auf 7,5 km² Land- und 1,0 km² Wasserfläche verteilen. Naytahwaush bildet das Zentrum der Twin Lakes Township.
Benachbarte Orte von Naytahwaush sind Lengby (31 km nördlich), Roy Lake (12,4 km nordöstlich), Elbow Lake (19,2 km südöstlich) und Beaulieu (23 km nordwestlich).
Die nächstgelegenen größeren Städte sind Fargo in North Dakota (132 km westlich), Winnipeg in der kanadischen Provinz Manitoba (354 km nordnordwestlich), Duluth am Oberen See (319 km östlich) und Minneapolis (389 km südöstlich).
Die Grenze zu Kanada befindet sich 230 km nördlich.

## Verkehr
Die Minnesota State Route 200 bildet die nördliche Ortsgrenze von Naytahwaush. Alle weiteren Straßen sind untergeordnete und teils unbefestigte Fahrwege sowie innerörtliche Verbindungsstraßen.
Mit dem Mahnomen County Airport befindet sich 34,8 km westnordwestlich ein kleiner Regionalflugplatz. Die nächsten internationalen Flughäfen sind der Hector International Airport in Fargo (129 km südwestlich), der Winnipeg James Armstrong Richardson International Airport (362 km nordnordwestlich) und der Minneapolis-Saint Paul International Airport (412 km südöstlich).

## Demografische Daten
Nach der Volkszählung im Jahr 2010 lebten in Naytahwaush 578 Menschen in 161 Haushalten. Die Bevölkerungsdichte betrug 77,1 Einwohner pro Quadratkilometer. In den 161 Haushalten lebten statistisch je 3,59 Personen.
Ethnisch betrachtet setzte sich die Bevölkerung zusammen aus 3,1 Prozent Weißen, 93,4 Prozent amerikanischen Ureinwohnern sowie 0,2 Prozent (eine Person) aus anderen ethnischen Gruppen; 3,3 Prozent stammten von zwei oder mehr Ethnien ab. Unabhängig von der ethnischen Zugehörigkeit waren 2,1 Prozent der Bevölkerung spanischer oder lateinamerikanischer Abstammung.
41,5 Prozent der Bevölkerung waren unter 18 Jahre alt, 52,3 Prozent waren zwischen 18 und 64 und 6,2 Prozent waren 65 Jahre oder älter. 49,1 Prozent der Bevölkerung war weiblich.

Das mittlere jährliche Einkommen eines Haushalts lag bei 20.500 USD. Das Pro-Kopf-Einkommen betrug 8798 USD. 62,2 Prozent der Einwohner lebten unterhalb der Armutsgrenze.